# Іриклінська ГЕС
Іриклінська ГЕС — гідроелектростанція на річці Урал в Оренбурзькій області, біля селища Іриклінський. Найбільша гідроелектростанція на Уралі. Власник станції — ПАТ «Інтер РАО», Іриклінська ГЕС входить в єдиний виробничий комплекс із Іриклінською ТЕС.

## Конструкція станції
Конструктивно Іриклінська ГЕС являє собою середньонапірну гребельну гідроелектростанцію з русловою будівлею ГЕС (будівля ГЕС входить до складу напірного фронту). Встановлена потужність електростанції становить 22,5 МВт, середньорічна генерація електроенергії — 70 млн кВт·год. По спорудах станції прокладена автомобільна дорога. Споруди гідровузла мають II клас капітальності і включають в себе:
- кам'яно-накидну греблю довжиною 448 м і висотою 36 м, із протифільтраційним екраном із суглинку;
- будівля ГЕС, поєднана з поверхневими водозливами. Сім водозливів прольотом по 10 м розміщені у верхній частині споруди, мають пропускну здатність 5800 м³/с при НПР і 10 300 м³/с при ФПР.

У будівлі ГЕС встановлено 4 вертикальних гідроагрегати потужністю по 7,5 МВт з радіально-осьовими турбінами РО-123-ВМ-200, що працюють на розрахунковому напорі 30,5 м, з яких станом на 2020 рік знаходяться в експлуатації 3 гідроагрегати. У будівлі ГЕС передбачена можливість установки ще двох гідроагрегатів. Турбіни приводять в дію генератори ВГС 440/69-28. Виробник гідротурбін — Уральський завод гідромашин, генераторів — Уралелектротяжмаш. Вироблена генераторами електроенергія на напрузі 10,5 кВ подається на два трансформатори ТРДН-25000/110, а з них через відкритий розподільний пристрій (ВРП) 110 кВ — в енергосистему по лінії електропередачі ВЛ 110 кВ Іриклінська ГЕС — Іриклінська ТЕС.
Напірні споруди ГЕС утворюють велике Іриклінське водосховище. Площа водосховища при нормальному підпірному рівні 260 км². Повна і корисна ємність водосховища становить 3,26 і 2,2 км³ відповідно, що дозволяє здійснювати багаторічне регулювання стоку. Відмітка нормального підпірного рівня водосховища становить 245 м над рівнем моря (за Балтійською системою висот), форсованого підпірного рівня — 249 м, рівня мертвого об'єму — 233 м.

## Історія будівництва та експлуатації
Створ ГЕС був визначений ще в 1932 році в ході досліджень, результатом яких стало створення схеми комплексного використання річки Урал. Будівництво станції було санкціоновано постановою Економради при Раднаркомі СРСР «Про будівництво гідроелектростанцій на річках Донбасу й Уралу, а також водосховищ для забезпечення промислових районів Донбасу й Уралу». Проєктне завдання Іриклінської ГЕС розроблено МосГІДЕПом в 1941 році, технічний проєкт — в 1947 році (затверджений тільки в 1952 році).
Підготовчі роботи зі спорудження Іриклінської ГЕС розпочаті в 1941 році, але з початком війни припинені і знову відновлені в 1943 році. Спорудження станції велося в складних умовах, при нестачі техніки, і сильно затягнулося. У 1957 році завершено будівництво греблі і розпочато наповнення водосховища. Перші два гідроагрегати були пущені 30 грудня 1958 року, інші два — в 1959 році. Будівництво станції завершено в 1959 році, водосховище Іриклін вперше заповнене до НПУ в 1966 році.
У 2003 році проведені значні роботи з реконструкції водобійного колодязя станції, при цьому санітарний попуск в об'ємі 25 м³/с пропускався в нижній б'єф по металевих трубопроводах діаметром 1,6 м, таке рішення застосовувалося вперше в радянській практиці. Є опрацювання по заміні гідроагрегатів ГЕС на нові, підвищеної потужності. Основне завдання Іриклінського гідровузла — регулювання стоку річки Урал для забезпечення гарантованого водопостачання промислових підприємств (включаючи велику Іриклінську ТЕС, а також підприємства орського промислового вузла) і населених пунктів, а також захист від повеней міст Орськ і Новотроїцьк. Генерація електроенергії на ГЕС здійснюється попутно. Іриклінська ГЕС структурно входить до складу філії Іриклінська ДРЕС, що входить до складу АТ «Інтер РАО — Електрогенерація» (дочірнє товариство ПАТ «Інтер РАО».
У 2020 році потужність станції знизилася з 30 МВт до 22,5 МВт у зв'язку з виведенням із експлуатації гідроагрегату № 2.